# Mecodema ducale
Mecodema ducale es una especie de escarabajo del género Mecodema, familia Carabidae. Fue descrita científicamente por Sharp en 1886.
Esta especie se encuentra en Nueva Zelanda.